# Дмитрук, Николай Ильич
Николай Ильич Дмитрук (укр. Микола Ілліч Дмитрук; 23 февраля 1961, Берислав, Херсонская область — 20 августа 2021) — украинский политик и предприниматель, народный депутат Украины VII созыва.

## Биография
В 1983 году окончил Киевский автомобильно-дорожный институт имени 60-летия Великой Октябрьской социалистической революции (ныне — Национальный транспортный университет).
С сентября 1983 по август 1985 года — старший инженер, заместитель директора АТП 16562.
В августе 1985 года переходит на номенклатурную должность в ВЛКСМ — становится освобождённым заведующим организационным отделом, затем первым секретарём Комсомольского районного комитета ЛКСМ Украины в г. Херсоне.

## Бизнес
В ноябре 1989 года уходит с комсомольской работы и начинает заниматься предпринимательской деятельностью.
В ходе приватизации начала 90-х, пользуясь своими комсомольскими связями, приобретает контроль за рядом государственных предприятий Бериславского района Херсонской области. В частности, в собственность Николая Дмитрука перешёл основанный в 1969 году совхоз-завод «Каменский», занимающийся выращиванием винограда и производством вина (ныне — ПАО «Каменский»). Также приобретает контроль за Бериславским хлебозаводом (ныне — ООО «Берислав-Хлебозавод»).
Основывает и становится непосредственным руководителем ООО «ДК СервисСтрой», «Финансово-промышленный союз», ЧП «Таврия Благосостояние» и ЧПТФ «Гарант».

## Политическая деятельность в современной Украине
Выйдя из КПСС в 1989 году, вступает в Социалистическую партию Украины под руководством Александра Мороза.
В 2010 году покидает Социалистическую партию и вступает в Партию регионов. В рядах Партии регионов 28 октября 2012 года баллотируется в одномандатном 184 избирательном округе (Берислав, Новая Каховка) и одерживает победу.
В 2014 году выходит из Партии регионов и на какое-то время остаётся беспартийным. Однако в сентябре 2017 года вступает в ряды Блока Юлии Тимошенко.
Депутат Херсонского областного совета V и VI созывов.

## Скандалы
Летом 2014 года работники «Каменского» для защиты орошаемых плантаций от дождей расстреливали из градобойных орудий тучи над Бериславским районом, что вызвало конфликт со страдающих от засухи местными фермерами.
В 2016 году Госказначейство и полиция установили, что предприятие «Херсонлифт», принадлежащее жене Николая Дмитрука — Елене Дмитрук, в 2015 году потратило 31 миллион гривен, выделенные на ремонт лифтов. При этом некоторые лифты, по документам числившиеся отремонтированными, не работали. Другие — работавшие — были отремонтированы раньше, но и в 2015 году под них списали деньги на ремонты.
В 2018 году возник ещё один скандал, связанный с лифтовым хозяйством. По данным Единого веб-портала использования публичных средств Є-data с июня 2016 по март 2018 года ООО «Херсонлифт» и ЧАО «Херсонлифт» получили от Управления ЖКХ Херсонского городского совета 20,9 миллиона гривен, за которые был произведён ремонт всего 11 лифтов в Таврическом микрорайоне г. Херсона. Таким образом, по подсчётам журналистов, за эти 20 месяцев Николай Дмитрук отмыл на коррупционных схемах, связанных с лифтовым хозяйством, 21 миллион гривен.
Вдова Елена Дмитрук в 2022 году после вторжения России в Украину и занятия Херсонской области пошла на сотрудничество с Россией стала депутатом Херсонской областной думы и заняла пост заместителя председателя областной думы.